# Catopyrops tuala
Catopyrops tuala är en fjärilsart som beskrevs av Lambertus Johannes Toxopeus 1930. Catopyrops tuala ingår i släktet Catopyrops och familjen juvelvingar. Inga underarter finns listade i Catalogue of Life.